# Neolimnophila fuscinervis
Neolimnophila fuscinervis är en tvåvingeart som beskrevs av Edwards 1928. Neolimnophila fuscinervis ingår i släktet Neolimnophila och familjen småharkrankar. Inga underarter finns listade i Catalogue of Life.